# NGC 299
NGC 299 é um aglomerado aberto com nebulosa na direção da constelação de Tucana. O objeto foi descoberto pelo astrônomo John Herschel em 1834, usando um telescópio refletor com abertura de 18,6 polegadas. 